# Lorenzo Maitani
Lorenzo Maitani (° Sienne, 1255 - † Orvieto, 1330) est un architecte et un sculpteur italien, actif principalement dans la région de l'Ombrie au XIVe siècle.

## Biographie
En 1308, il est appelé à Orvieto afin de superviser la construction de la cathédrale car, en raison de la hauteur sans précédent et de l'envergure des voûtes, des difficultés imprévues apparaissent. En 1310, il est confirmé capomastro de cette cathédrale, charge qu'il occupera jusqu'à son décès, survenu au cours de l'été 1330.
Les historiens de l'art sont divisés sur le fait qu'il ait été ou non sculpteur lui-même mais la décoration de la façade de la cathédrale est le travail le plus important de Maitani nommé  par un document du 16 septembre 1310 universalis caput magister de cette entreprise et habilité également à engager des disciples afin de dessiner, composer et exécuter la sculpture ; tâche menée à bien puisque les quatre piliers de la partie inférieure de la façade, composés de l'essentiel du décor sculpté illustrant l'histoire de l'humanité à la lumière de la Révélation chrétienne, ont été exécutés sous sa maîtrise d'œuvre.
Ont été attribués à Maitani deux panneaux, Scènes de la Genèse et Le Jugement dernier, bas-reliefs délicats inspirés du Gothique français et des Siennois Simone Martini et Lippo Memmi ainsi que deux statues en bronze L'Aigle et L'Ange, respectivement symbole des évangélistes saint Jean et saint Matthieu, situées au-dessus des piliers.
Maitani a également réalisé pour cette cathédrale le dessin du vitrail de l'abside et un crucifix en bois situé dans le chœur.

## Œuvres
- Porta di Sant'Angelo, Pérouse (1325).

## Images

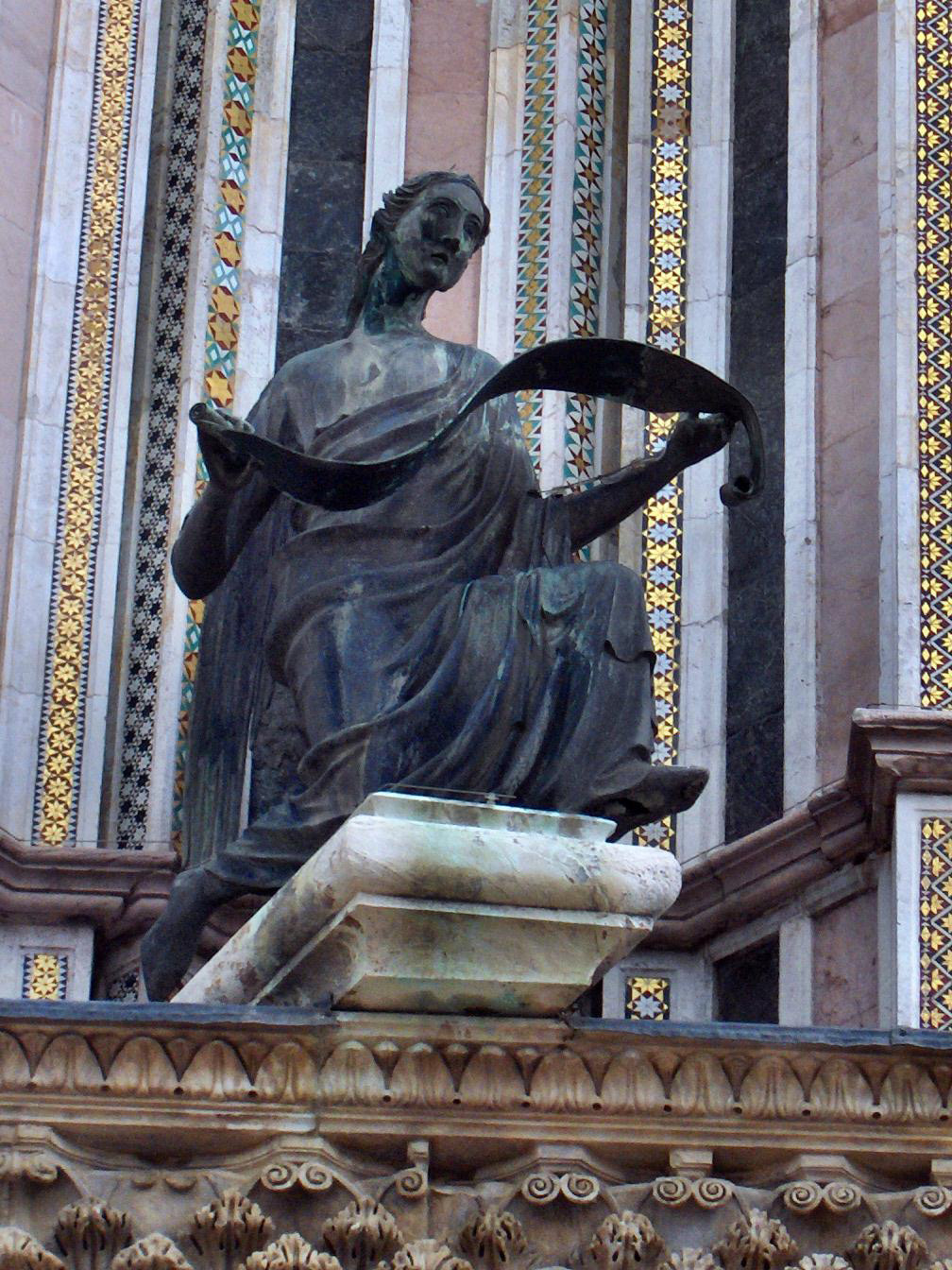
Statue en bronze de Matthieu l'évangéliste sur le pilier gauche de la façade de la Cathédrale d'Orvieto, Italie.
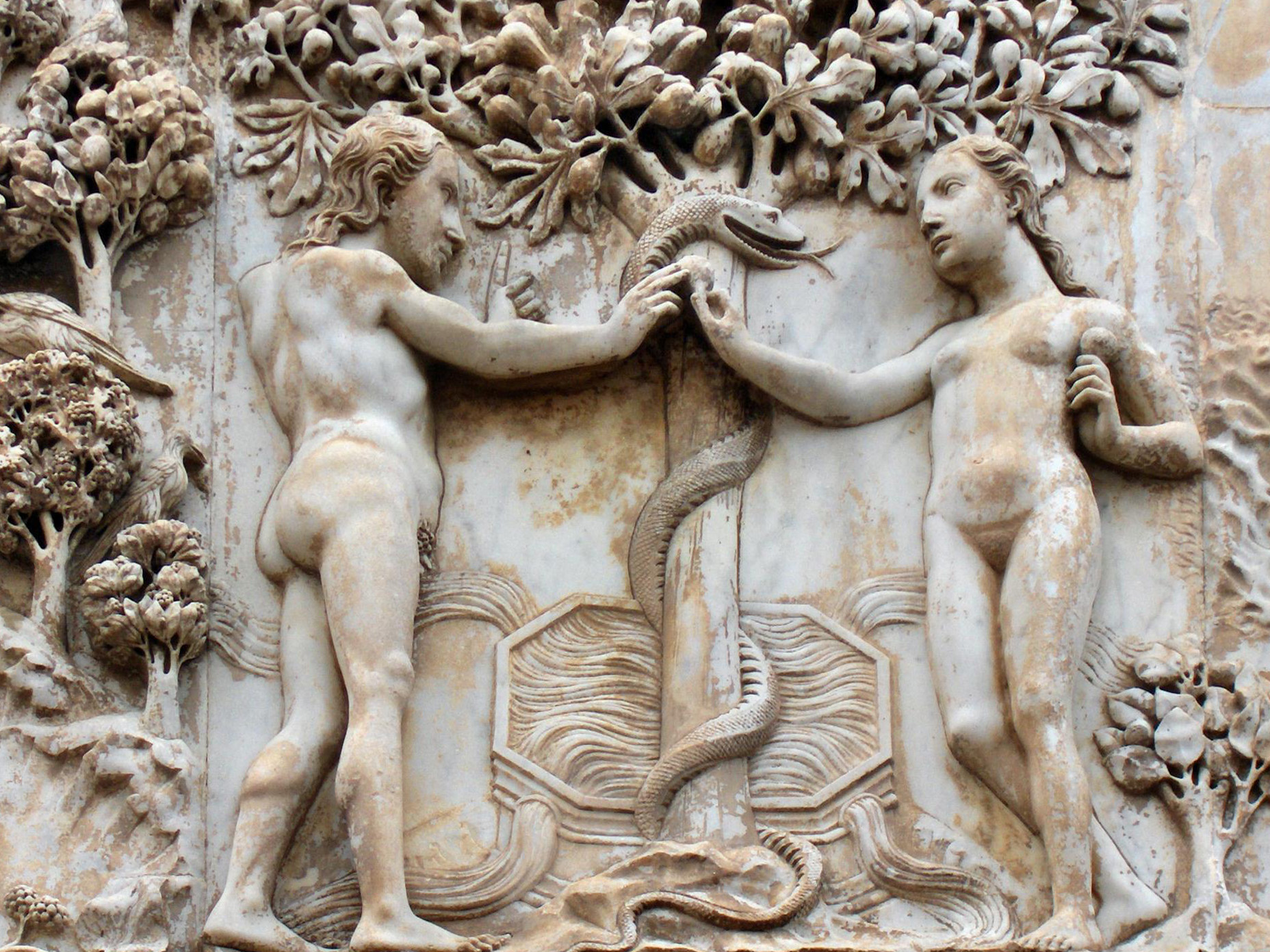
Adam et Eve Relief original en marbre du péché à la Cathédrale d'Orvieto.

## Sources
- (en) Cet article est partiellement ou en totalité issu de l’article de Wikipédia en anglais intitulé « Lorenzo Maitani » (voir la liste des auteurs).

- (it) Cet article est partiellement ou en totalité issu de l’article de Wikipédia en italien intitulé « Lorenzo Maitani » (voir la liste des auteurs).